# جامعة القاهرة الأهلية
جامعة القاهرة الأهلية هي جامعة أهلية تابعة لجامعة القاهرة، تقع في مدينة السادس من أكتوبر، بمقر الجامعة الجديد، أنشئت سنة 2024، علي أن تبدأ الدارسة في العام الجديد 2025/2026.